# Akaigawa
Akaigawa (赤井川村, Akaigawa-mura) est un village du district de Yoichi, dans la préfecture de Hokkaidō, au Japon.

## Toponymie
Le toponyme « Akaigawa » est la traduction en japonais d'un ancien nom de cours d'eau d'origine aïnoue, peuple autochtone de l'île de Hokkaidō.

## Géographie

### Situation géographique
Le village d'Akaigawa est situé dans la partie nord-est de la sous-préfecture de Shiribeshi sur l'île de Hokkaidō, à environ 35 km à l'ouest de Sapporo et au sud-est de la péninsule de Shakotan. Il occupe le cœur d'une vallée volcanique.

### Démographie
Au 1er juin 2015, la population d'Akaigawa s'élevait à 1 141 habitants répartis sur une superficie de 280,09 km2. Elle est en baisse constante depuis le milieu des années 1995, passant de plus de 1 550 habitants en 1995 à 1 141 en 2015.

## Histoire
Après la restauration de Meiji, de nombreux samouraïs défaits à l'issue de la rébellion de Satsuma émigrent vers l'île de Hokkaidō. En particulier des membres du clan Mōri du domaine de Chōshū se réfugient dans la vallée de Yoichi.
En 1882, Awaya Teiichi, l'un des descendants de ces samouraïs devenus colonisateurs de la région, crée un embryon de village avec de nouveaux arrivants. Celui-ci se développe comme une extension du village d'Oe (l'actuel bourg de Niki) et compte 250 habitants en 1894.
Le village d'Akaigawa est officiellement fondé en avril 1906.
Le 8 mars 1966, tôt le matin, un incendie fait 93 victimes et détruit une partie du quartier commerçant de la ville.

## Économie

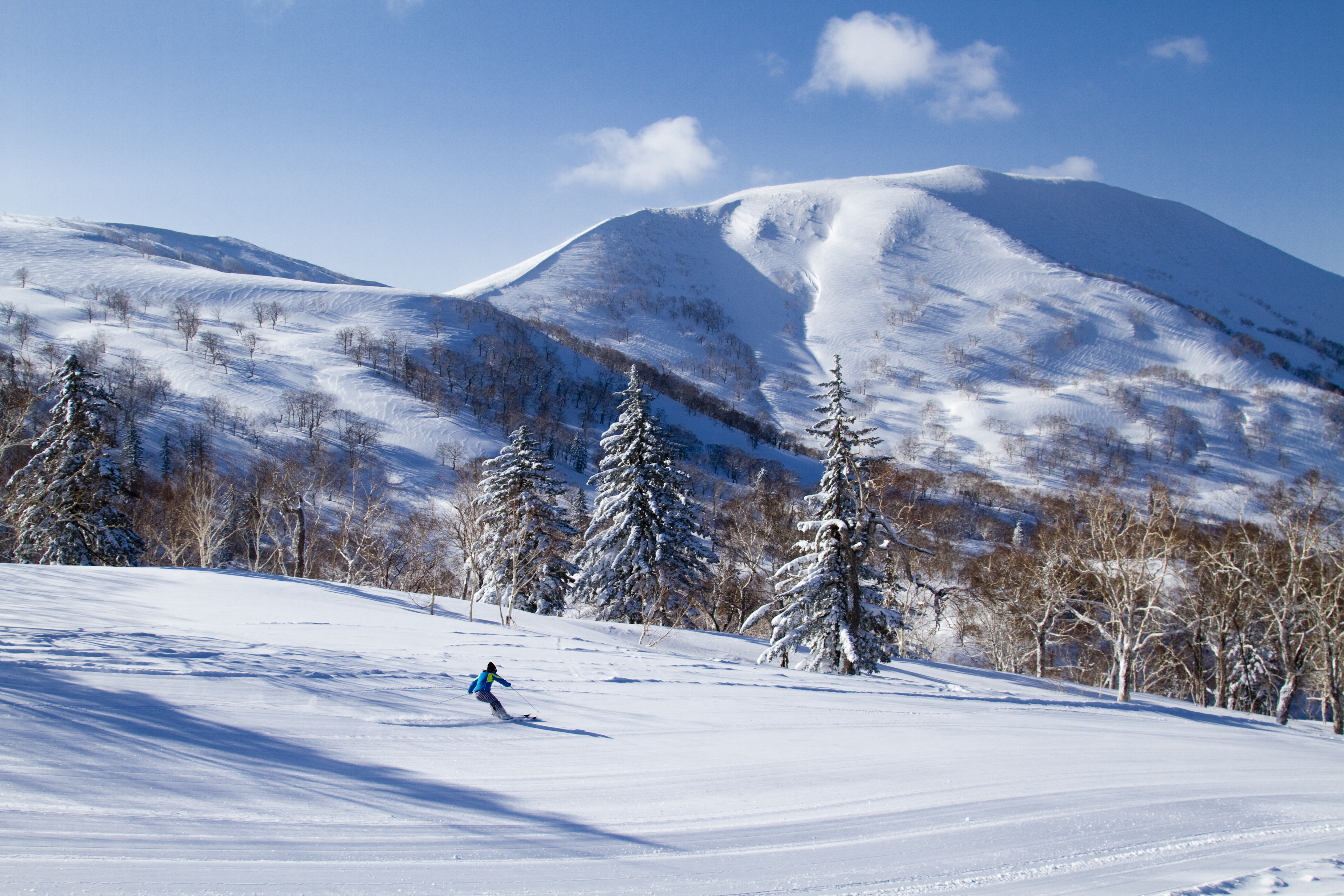
Station de ski de Kiroro.

Le village d'Akaigawa est essentiellement une commune agricole qui produit des tomates, des pommes de terre, des potirons, des melons, des pastèques, du riz et du blé. Il entretient aussi un élevage de bovins et de porcins, une production de lait et produits dérivés.
La création d'une station de sports d'hiver au pied du mont Yoichi en 1991 permet le développement du tourisme.

## Culture locale et patrimoine

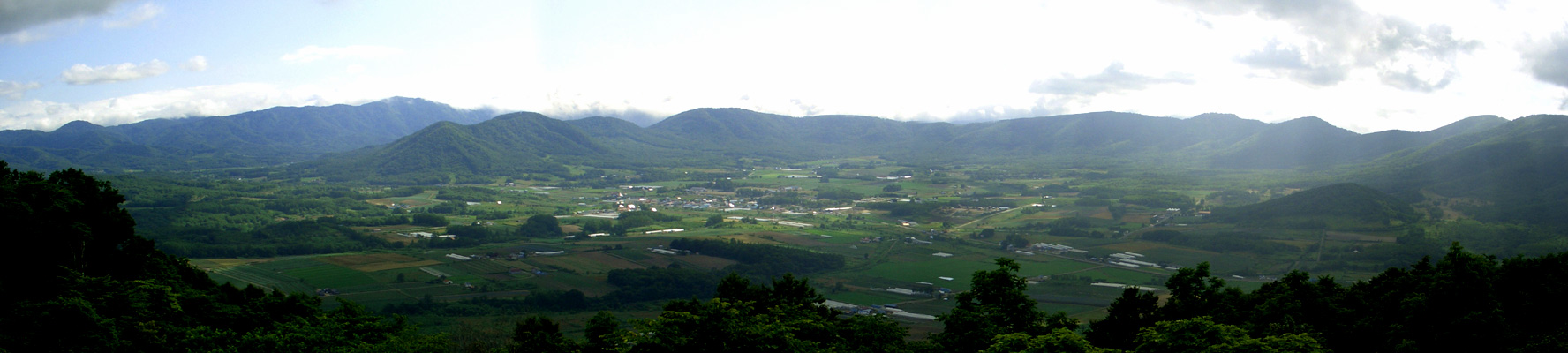
Le village d'Akaigawa.

Le village d'Akaigawa est membre de l'association Les Plus Beaux Villages du Japon depuis 2011. Il possède une station de ski qui attire de nombreux touristes été comme hiver, quelques fermes agricoles qui élèvent des chevaux, des bovins et des porcins, des parcs et des onsen (stations thermales).

## Symboles municipaux
La fleur symbole du village d'Akaigawa est l'azalée et son arbre symbole est le bouleau.

## Personnalités liées à la municipalité
À Akaigawa sont nés ou décédés :
- Goro Adachi (1913-1999), sauteur à ski.